# Tere Jaio
Tere Jaio (Guernica y Luno, Vizcaya, 30 de noviembre de 1954 - 30 de septiembre de 2013) fue una actriz española conocida principalmente por su trabajo de doblaje.

## Biografía
Nacida en Guernica en 1954, fue maestra antes de iniciarse en el doblaje y pertenece a un grupo histórico de actores iniciado antes de 1986. Es considerada una de las mejores voces que ha dado el doblaje en el País Vasco, y una de las voces más infravaloradas. Dobló a conocidas actrices como Sofía Loren, Angie Dickinson o Gina Lollobrigida, entre otras. Era la voz favorita de los directores Claudio Rodríguez y Alfonso Santigosa.
Pasó sus primeros años en la compañía K.2000, con la que dobló a las protagonistas de muchas películas y también dirigió varias películas. Hacia 1989 decidió pasar a Edertrack, donde tuvo un duro comienzo, hasta que logró adaptarse al nuevo entorno. A mediados de los 90 comenzó a dirigir películas como "HUD, el más valiente de los mil " (con Paul Newman), algunas para A3 y otras para T5 . En ese momento y debido a la terrible crisis que atravesaba, decidió hacerse socia de la empresa, pero unos años más tarde decidió dejar Edertrack y empezar a trabajar por su cuenta, años en los que sufrió algunos altibajos.
A partir de los años 2000, debido a una enfermedad, decidió dejar de trabajar. Murió el 30 de septiembre de 2013.

## Obras
Dirigió algunas películas pero la mayor parte de su trabajo consistió en el doblaje de películas, incluidas películas de animación, e incluso videojuegos.

### Películas
Dobló numerosas películas, entre ellas Siempre entre las estrellas (2003), Billete a Tomahawk, La Momia (1993),MegaMan NT Warrior (TV) como Ribitta,Rivales hasta la muerte, doblaje con Xeberri,
- Siempre entre las estrellas, 2003.[4][5]
- Billete a Tomahawk[2]
- Inocente (Paul Rhys).
- Disciplina: The Hentai Academy (OAV) como Kawahara-sensei (dv. ch.); Momoe Endou (joven doble); Yuri Nishizaki (doble joven).
- Dragon Ball Z (TV) como Dende (doblaje europeo); Pizza (doble vasca); Videl (doblete vasco).[9]
- Circunstancias para él y para ella (TV) como Maho Izawa (doble vasco).
- Iczer Reborn (OAV) como Golem (doble canal).
- Inma Seiden - La leyenda de la bestia de la lujuria (OAV) como Melanie Cool (joven doble).
- La Momia (1993).[6]
- MegaMan NT Warrior (TV) como Ribitta (doblaje europeo).[7]
- Bosque de sirenas (TV) (Cap. doblado).
- Midnight Strike Force (OAV) como Rikurei Ochi (doblaje del canal).
- Onegai My Melody (TV) como Harinezumi (Cofre. Doble)
- Peach Girl (TV) como Misao Aki (doblaje joven).
- Ranma ½ (TV) como Colonia (nuevo doblaje; cap. doblaje)
- Ranma ½: Big Trouble in Nekonron, China (película) como Colonia (nuevo doblaje; cap. doblaje)
- Antología Rumiko Takahashi (TV) como Kayoko (Ch.Dub.)
- Rune Soldier (TV) como la sacerdotisa Jenny (joven doble)
- Sherlock Hound (TV) como Mrs. Hudson (doblaje inglés).
- Noche inoxidable (OAV) como Astarisk (doblaje antiguo; doblaje nuevo).[10]
- Rivales hasta la muerte, doblaje con Xeberri.[8]

Por otro lado, en cuanto a su trabajo como directora, dirigió la película HUD, el más valiente de los mil, (con Paul Newman).

### Videojuegos
Además de películas, dobló algunos videojuegos, entre los cuales, Marbella Vice (1994) y Sacrifice (2000).